# Berg-sur-Moselle
Berg-sur-Moselle (deutsch Berg, lothringisch Bierg) ist eine französische Gemeinde mit 457 Einwohnern (Stand 1. Januar 2022) im Département Moselle in der Region Grand Est (bis 2015 Lothringen). Sie gehört zum Arrondissement Thionville.

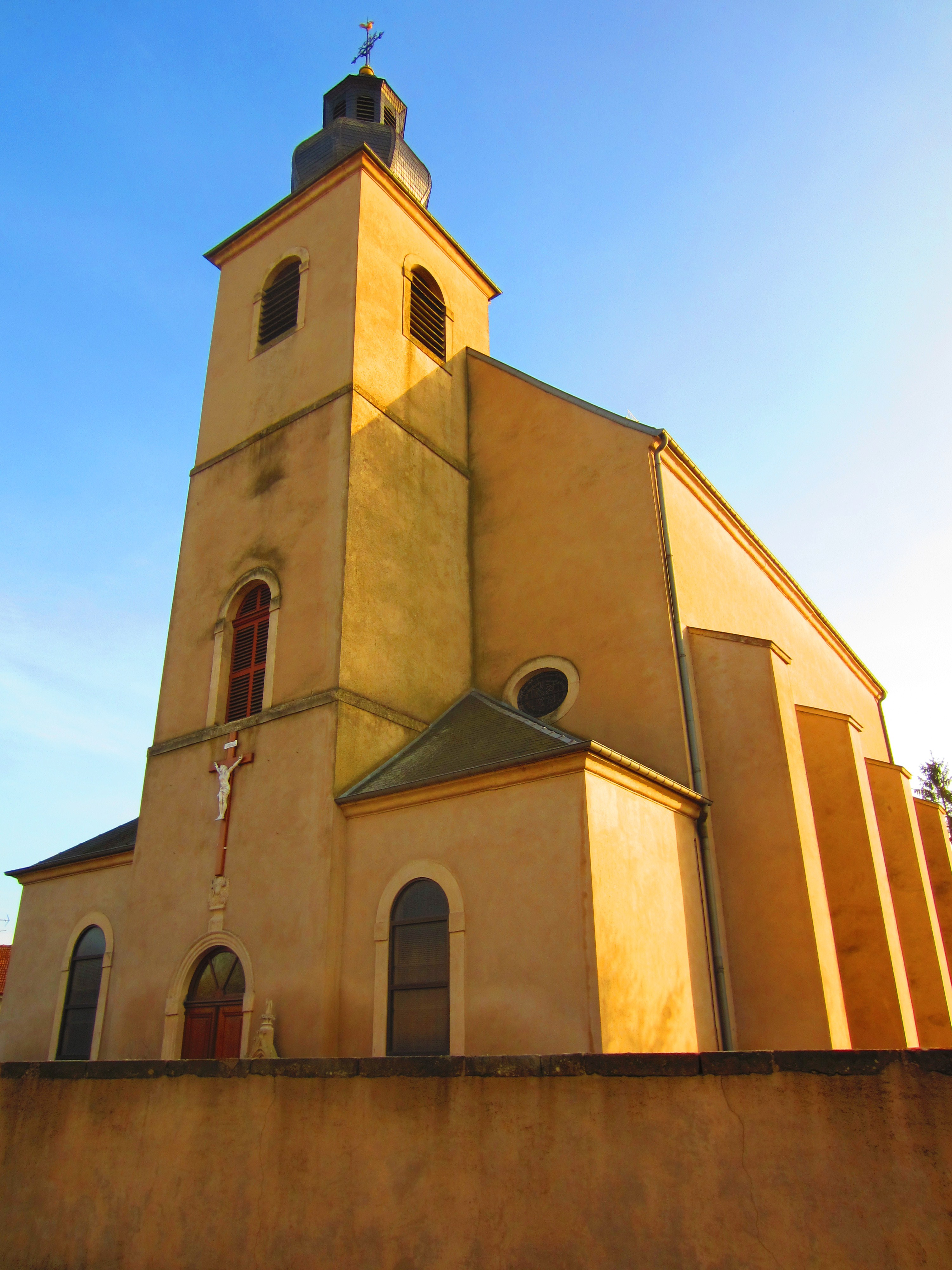
Kirche St. Michael

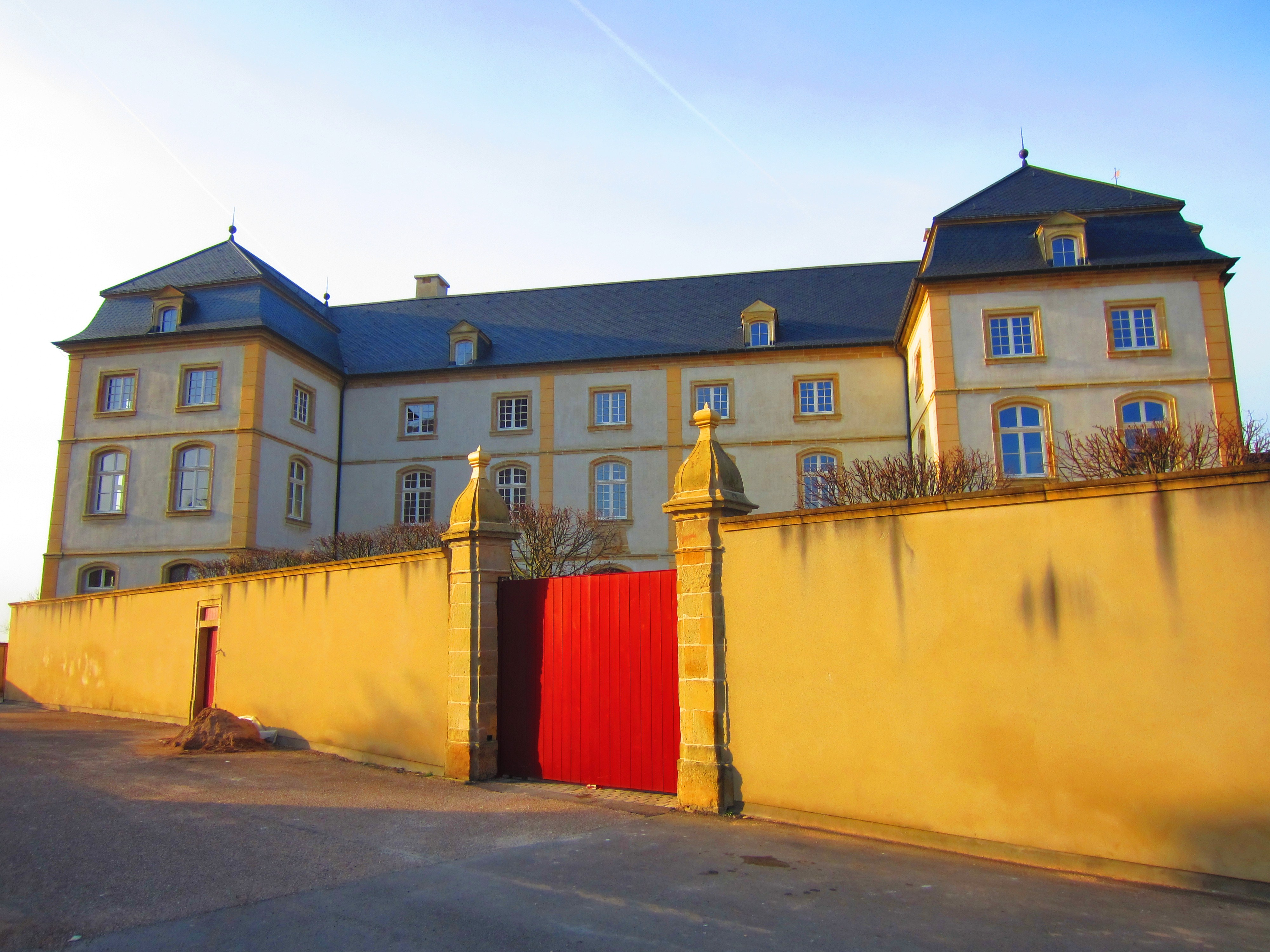
Ehemalige Residenz der Äbte von Echternach

## Geographie
Die Gemeinde liegt zwischen Thionville (deutsch Diedenhofen) und dem Dreiländereck Frankreich – Luxemburg – Deutschland am Westufer der Mosel auf einer Höhe zwischen 145 und 227 m über dem Meeresspiegel, etwa vier Kilometer südwestlich von Sierck-les-Bains (Sierck). Das Gemeindegebiet umfasst 2,95 km².

## Geschichte
Die älteste bekannte Bezeichnung für den Ort, der zum Bistum Metz gehörte, lautet Berge supra Mosellam (915).  Die Kirche wurde um 960 zusammen mit einem großen Wohngebäude oder Schloss von den Benediktinern von Echternach erbaut. Hinter dem Schlossgarten befand sich früher ein öffentlicher Platz, Halseisen genannt, bei dem es sich um eine Gerichtsstätte gehandelt haben könnte. In den Jahren 1192 und 1342 wurde eine Familie von Berg erwähnt. Das alte Schloss (Bellenhauche) hing seit 1682 von Frankreich ab; das heutige Schlossgebäude stammt aus dem 18. Jahrhundert.
Die Gemeinde kam mit ganz Lothringen 1769 zu Frankreich, nach den Frieden von Frankfurt 1871 an Deutschland, wo sie dem Reichsland Elsaß-Lothringen zugeordnet war. Nach dem Ersten Weltkrieg bestimmte der Versailler Vertrag die Abtretung an Frankreich. Bis 1930 lautete der amtliche französische Ortsname weiterhin Berg.
Am Anfang des 20. Jahrhunderts wurde die Ortschaft an das Eisenbahnnetz angeschlossen; am  1. Dezember 1901 erfolgte die Eröffnung der eingleisigen Strecke Aumetz – Deutsch-Oth – Berg.

### Demographie
| Jahr | Einwohner | Anmerkungen                                                                            |
| ---- | --------- | -------------------------------------------------------------------------------------- |
| 1793 | 133       | [ 5 ]                                                                                  |
| 1821 | 205       | [ 5 ]                                                                                  |
| 1841 | 211       | [ 5 ]                                                                                  |
| 1861 | 204       | [ 6 ] [ 5 ]                                                                            |
| 1871 | 212       | auf einer Fläche von 293 ha, in 46 Häusern mit 48 Familien                             |
| 1880 | 202       | am 1. Dezember, auf einer Fläche von 293 ha, in 44 Wohnhäusern, ausnahmslos Katholiken |
| 1885 | 196       | [ 9 ]                                                                                  |
| 1890 | 189       | in 41 Häusern mit 41 Haushaltungen, sämtlich Katholiken                                |
| 1901 | 198       | [ 5 ]                                                                                  |
| 1910 | 203       | am 1. Dezember                                                                         |

| Jahr      | 1962 | 1968 | 1975 | 1982 | 1990 | 1999 | 2007 | 2019 |
| Einwohner | 164  | 185  | 198  | 224  | 261  | 373  | 413  | 432  |